# Mesadenella
Mesadenella ist eine Gattung aus der Familie der Orchideen (Orchidaceae). Sie enthält zehn Arten, die im tropischen Amerika beheimatet sind.

## Beschreibung
Die Mesadenella-Arten sind krautige Pflanzen, die einzelnen Arten variieren in der Größe, sie wachsen terrestrisch oder lithophytisch. Einige Arten bilden ein unterirdisches Rhizom, die Wurzeln entspringen büschelweise, sie sind fleischig, spindelförmig, kahl oder behaart. Die Blätter stehen in einer grundständigen Rosette. Sie sind gestielt oder laufen an der Basis keilförmig zu. Die Blattspreite ist oval bis umgekehrt-lanzettlich. Die Blattoberfläche ist manchmal hell gefleckt oder von einem Netz dunkel gefärbter Blattadern überzogen.

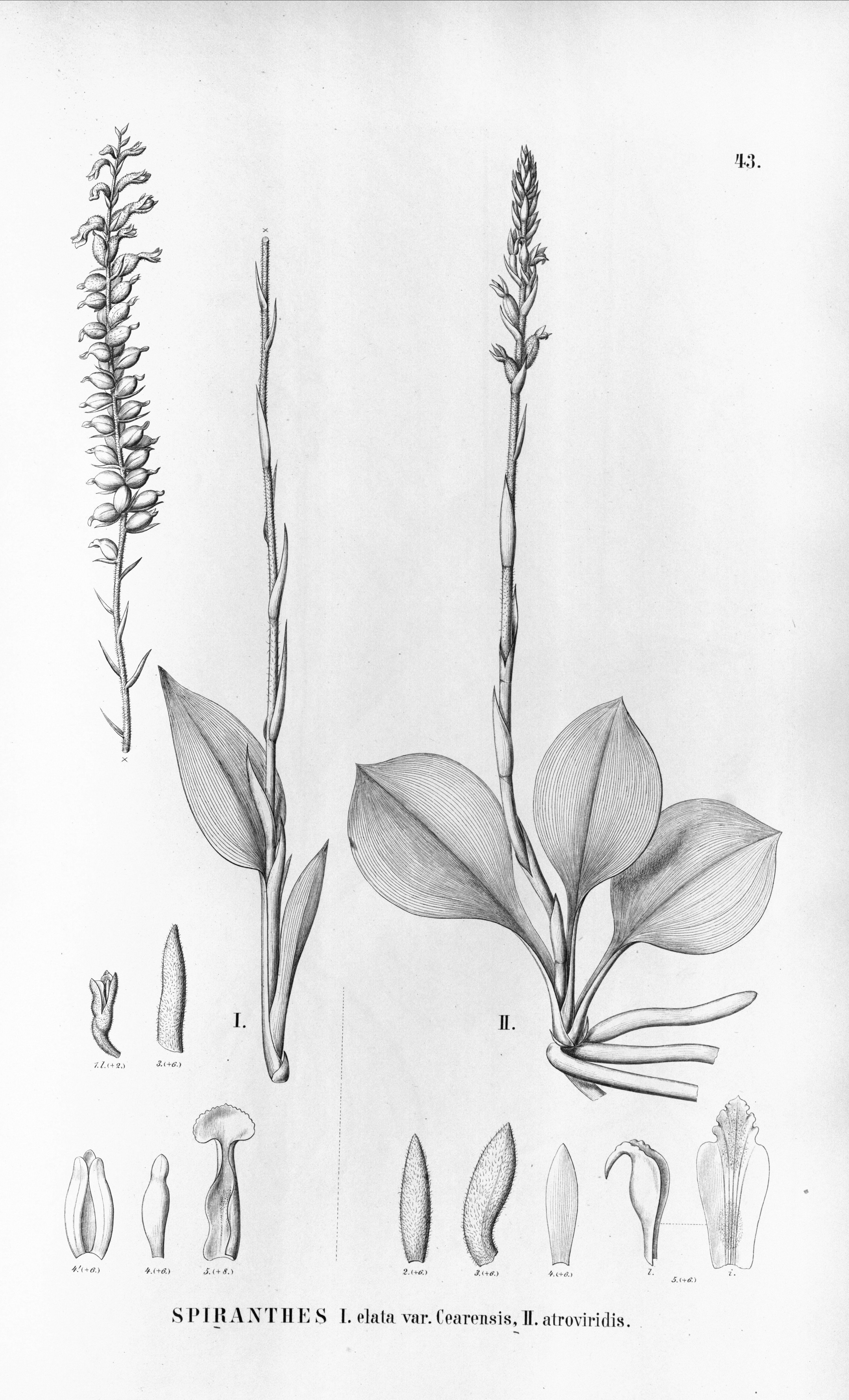
Illustration von Mesadenella atroviridis (Fig. II, rechts)

Der endständige, traubige Blütenstand ist im oberen Bereich drüsig behaart. Einige Hochblätter umhüllen ihn teilweise. Die zahlreichen Blüten sind klein und unscheinbar, ihre Farbe ist weiß, weißlich-grün und braun. Die behaarten Tragblätter sind lanzettlich. Der ebenfalls behaarte Fruchtknoten ist ungestielt, kaum verdreht und weist schräg nach oben. Die Sepalen sind auf der Außenseite behaart, sie bilden eine Röhre, nur die Spitzen sind etwas nach außen gebogen. Das nach oben weisende (dorsale) Sepal ist lanzettlich, die seitlichen Sepalen sind an ihrer Basis leicht schief, am Säulenfuß herablaufend und mit diesem eine Vertiefung (Mentum) bildend. Die Petalen liegen dem dorsalen Sepal an und haften mit ihren inneren Rändern dort an, ihre Spitzen sind frei. Die Lippe ist an der Basis deutlich verschmälert (genagelt), mit zwei pfeilförmig nach hinten weisenden Nektardrüsen. Die Spreite der Lippe ist rinnig, die Seiten sind nach oben gebogen und haften der Säule an. Die Säule ist kurz, keulenförmig, auf der Unterseite mit einer längs verlaufenden Rinne, dort behaart, an der Basis mit gekrümmtem Fuß. Die Narbe ist zweilappig und v-förmig. Das Staubblatt ist im Umriss schmal-oval, die Basis ist abgerundet, vorne endet es spitz. Es enthält die lanzettlichen bis keulenförmigen Pollinien, die an einer gemeinsamen Klebscheibe (Viscidium) hängen. Das Trenngewebe zwischen Staubblatt und Narbe (Rostellum) ist steif, etwas knorpelig, länglich, spitz. Die Kapselfrucht ist oval.

## Vorkommen
Mesadenella kommt im tropischen Amerika von Mexiko im Norden bis ins südliche Brasilien, den Norden Argentiniens und Paraguays vor. Die Arten wachsen im Schatten von Wäldern, in immerfeuchten Klimaten oder mit einer kurzen Trockenzeit. Häufig sind sie an Flussufern oder an zeitweise überschwemmten Standorten zu finden. Sie kommen bis in Höhenlagen von 800 Meter vor.

## Systematik und botanische Geschichte

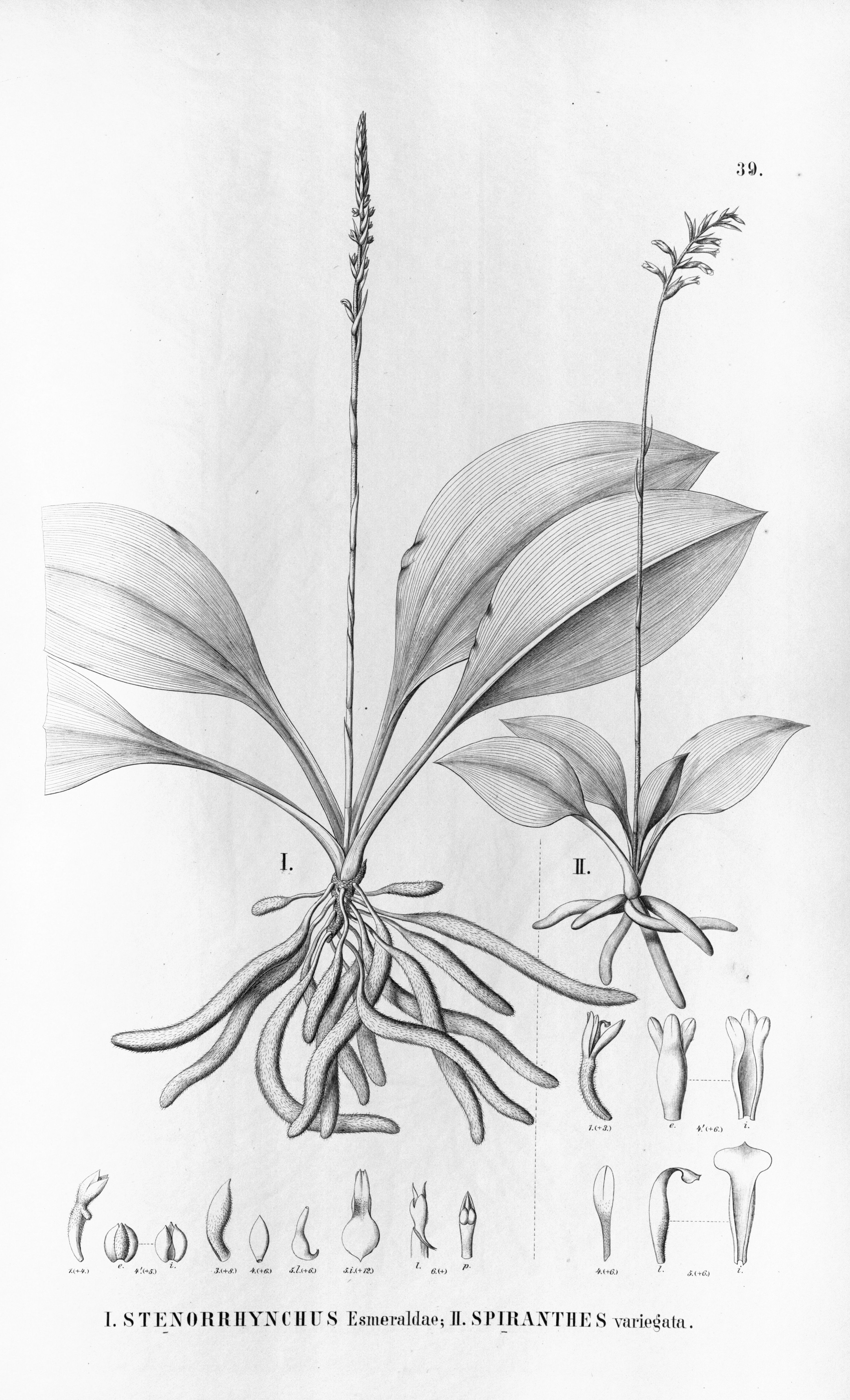
Illustration von Mesadenella cuspidata (links, unter dem Synonym Stenorrhynchos esmeraldae)

Mesadenella wird innerhalb der Tribus Cranichideae in die Subtribus Spiranthinae eingeordnet. Die Gattung wurde 1953 von Pabst und Garay in Archivos (Arquivos) do Jardim Botânico do Rio de Janeiro Band 12, Seite 207 beschrieben. Der Name ist eine Verkleinerungsform von Mesadenus und bezieht sich auf die Ähnlichkeit des Pollinariums der beiden Gattungen. Lectotyp ist Mesadenella esmeraldae, ein Synonym von Mesadenella cuspidata.
Die Gattung Mesadenella ist nah verwandt mit den Gattungen Eltroplectris und Sacoila. Während Balogh 1982 Mesadenella nur als Sektion einer weit gefassten Gattung Stenorrhynchos ansah, unterteilte Szlachetko Mesadenella weiter, indem er Mesadenella atroviridis als eigene Gattung Garaya abtrennte.
Folgende Arten sind in der Gattung Mesadenella enthalten:
- Mesadenella angustisegmenta Garay: Sie kommt von Venezuela bis Ecuador vor.[3]
- Mesadenella atroviridis (Barb.Rodr.) Garay: Sie kommt im südöstlichen Brasilien vor.[3]
- Mesadenella bicordata Szlach. & Kolan.: Die 2014 erstbeschriebene Art kommt in Kolumbien vor.[3]
- Mesadenella cuspidata (Lindl.) Garay (Syn.: Stenorrhynchos esmeraldae (Linden & Rchb.f.) Cogn.): Sie kommt im tropischen Südamerika vor.[3]
- Mesadenella longipetiolata Szlach. & Kolan.: Die 2014 erstbeschriebene Art kommt in Kolumbien vor.[3]
- Mesadenella meeae R.J.V.Alves: Sie kommt im brasilianischen Bundesstaat Minas Gerais vor.[3]
- Mesadenella peruviana Garay: Sie kommt in Peru vor.[3]
- Mesadenella tonduzii (Schltr.) Pabst & Garay: Sie kommt vom südlichen Mexiko bis Costa Rica und in Brasilien vor.[3]
- Mesadenella variegata D.E.Benn. & Christenson: Sie kommt in Peru vor.[3]

## Weiterführendes
- Liste der Orchideengattungen